# 金久正弘
金久 正弘（かねひさ せいこう、1916年11月3日‐2022年9月12日）は、日本の電気工学者、電子工学者。神戸大学名誉教授、鹿児島大学教授（元）、福岡工業大学教授（元）、工学博士（学位）。

## 経歴・人物
鹿児島県出身。旧制鹿児島県立第二鹿児島中学校（現鹿児島県立甲南高等学校）を経て、1937年に旧制第七高等学校造士館（現鹿児島大学）理科を卒業。1941年3月に東京帝国大学工学部電気工学科を卒業し、東京計器製作所（東京計器）入社。1944年2月より海軍技術研究所勤務、終戦により1945年9月嘱託解除。その後住友通信工業（日本電気）に入社し研究所無線研究室勤務。1949年6月住友通信工業を退社し、12月旧制神戸工業専門学校教授着任。学制改革により1950年4月新制神戸大学工学部助教授就任。仲上稔教授とともに情報と通信に関して研究。学生時代の第二外国語はフランス語で、神戸大学助教授時代に『文庫クセジュ テレビジョン』（白水社、1953年）の翻訳・解説を担った。論文「フェージング信号の受信に関する研究」により、1964年3月東京大学から工学博士の学位を授与される。
1964年9月神戸大学工学部教授に昇任。電気工学科の講座を担当した。教授昇任以降、通信系基礎分野にとどまらず、コンピュータと情報通信がもたらす技術革新の時代に対応して、信号処理、画像処理、さらにはパターン認識と学習などの人工知能の分野も積極的に研究。また、神戸大学評議員、神戸大学工学振興会理事も務めた。1980年3月神戸大学定年退職。1980年4月鹿児島大学工学部教授に就任。1982年3月に鹿児島大学を定年退職した後は、1987年3月まで福岡工業大学教授。
1990年4月勲三等旭日中綬章受章。2017年、神戸大学工学部での教え子らにより、工学部グラウンドに金久の百寿を記念する桜の植樹（10本）と「金久正弘先生百寿記念石碑」の設置がなされた。2022年9月12日、老衰のため逝去（享年105歳）。

## 著名な親族
- 長兄 金久正（英語版）[10] - 民俗学者（奄美研究）
- 次兄 金久好[10] - 実業家（日興證券役員、日興證券投資信託委託副社長、日興ビルディング社長）
- 三兄 金久卓也[10] – 医学者（内科学、心身医学）、鹿児島大学名誉教授

### 注
1. ↑  「かねひさ せいこう」の他に、「かねひさ まさひろ」[2]、「かねく せいこう」[3]、「かねく まさひろ」[4]とも。